# Luipaard van Rudraprayag

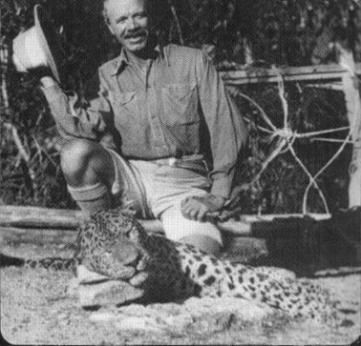
De luipaard van Rudraprayag, doodgeschoten door Jim Corbett in 1926

De Luipaard van Rudraprayag was een mensetende luipaard, die naar schatting meer dan 125 mensen gedood heeft in het noorden van India. Op 2 mei 1926 werd de luipaard gedood door de Britse jager Jim Corbett.

## Geschiedenis
Het eerste slachtoffer van de luipaard viel in de kleine nederzetting Benji in 1918. In de acht daaropvolgende jaren durfden maar weinig dorpelingen 's nachts te reizen tussen Kedarnath en Badrinathpuri, omdat zij dan het territorium van de luipaard zouden moeten passeren. Van de luipaard wordt gezegd dat hij uitermate agressief was en 's nachts door de muren en deuren van hutten heenbrak, waarna hij de bewoners aldaar verscheurde. Officiële cijfers stellen dat de luipaard in acht jaar tijd 125 slachtoffers gemaakt heeft, maar Jim Corbett gaf aan dat dit getal waarschijnlijk hoger lag, omdat niet alle doden gerapporteerd werden.
Gedurende die jaren trachtte verscheidene Gurkha soldaten en Britse soldaten de luipaard te vangen, maar hun pogingen waren tevergeefs. De Britse koloniale regering loofde een beloning uit voor de jager die de luipaard zou vangen, maar meerdere bekende jagers beten hun tanden stuk op de luipaard. In de herfst van 1925 besloot Jim Corbett de luipaard te doden, waar hij na een tien weken lange jacht op 2 mei 1926 ook in slaagde.
Postmortaal werden bij de luipaard geen verwondingen geconstateerd die zouden verklaren waarom de luipaard mensen was gaan eten. Corbett suggereerde dat de luipaard tijdens de Spaanse griep pandemie van 1918 veel onbegraven lichamen had gegeten en op die manier gewend geraakt was aan mensenvlees.

## Rudraprayag
Er is in Rudra Prayag een gedenkteken geplaatst op de plek waar de luipaard gedood is. Jaarlijks wordt in het dorpje een markt gehouden ter gedenkenis van de slachtoffers van de luipaard.